# Hephaestion tolhuaca
Hephaestion tolhuaca är en skalbaggsart som beskrevs av Cerda 1995. Hephaestion tolhuaca ingår i släktet Hephaestion och familjen långhorningar. Inga underarter finns listade i Catalogue of Life.